# بني هيسان (مأرب)
بني هيسان هي إحدى قرى الجمهورية اليمنية. تتبع جغرافيا لمحافظة مأرب و إداريًا لمديرية حريب القرامش. يبلغ تعداد سكانها 1115 نسمة حسب الإحصاء الذي أجري عام 2004.